# Hild Károly
Hild Károly (Csepreg, 1812. január 5. –‎ Sopron, 1889. február 5.) magyar építész, kőfaragó.

## Élete
Hild József unokaöccseként született. Bérházakat, villákat tervezett Budapesten területén. Foglalkoztatták az ipari építészetben is. Számos köztéri szobrot készített.
Valószínűleg korának legtermékenyebb építésze volt, 1149 engedélyezési terv maradt utána.

## Ismert épületei
- 1853: Kolba-villa, Budapest, Pozsonyi út 73-75. (lebontották az 1970-es években)[3]
- 1855: Devecis- (Del Vecchio-)/Kéményseprő-ház, Budapest, Bródy Sándor utca 15.[4][5]
- 1856: Havas-villa (Dreher-villa), Budapest, Halom utca 42.[6]
- 1861: lakóház, Budapest, Síp utca 17. (1907-ben lebontották)[7]
- 1861–1862: Árpád-malom, Budapest, Szent István körút 18-20.[8]
- 1862: Lord Sámuel fűrészmalma (a Victoria-malom előde), Budapest, Kárpát utca 38-46.[9]
- 1863: Rémi-bérház, Budapest, Rákóczi út 40.[10] (1871-ben Vassél Alajos terve szerint előbb kétemeletessé, majd 1900-ban Mann József elképzelése szerint négyemeletessé bővíttették az épületet)
- 1871: Wotzasik-ház átalakítása, Budapest, Dohány utca 31.[11]
- 1868 előtt: földszintes lakóház a Pekáry-ház udvarára, Budapest, Király u. 47.[12]
- 1878: őrház a Pannónia-malomhoz, Budapest, Kárpát utca 1-7.[13]
- 1878–1879: lakóház, Budapest, Széchenyi rakpart 7.[14]
- ?: Handles-ház, Budapest, Molnár u. 31.

### Átépítések
- 1871: Schäffer-ház, Budapest, Dob u. 29.[15]

### Szobrok, emlékművek
- 1849: Sárkányon ülő fiú, Sopron, Kossuth Lajos utca 8.[16]
- 1882: Mária-oszlop Szent Anna és Szent József szobrával, Sarród, Fő utca[17]
- 1887: A temető nagykeresztje, Répcevis, temető[18]
- 1889: Mária-oszlop, Agyagosszergény, Arany János utca[19]
- 1889: Vinkovits-kereszt, Hegykő, Kossuth Lajos utca 52.[20]
- ?: Szabó-kereszt, Fertőd, Mező utca[21]
- ?: Temető nagykeresztje, Szakony, temető[22]

## Képtár

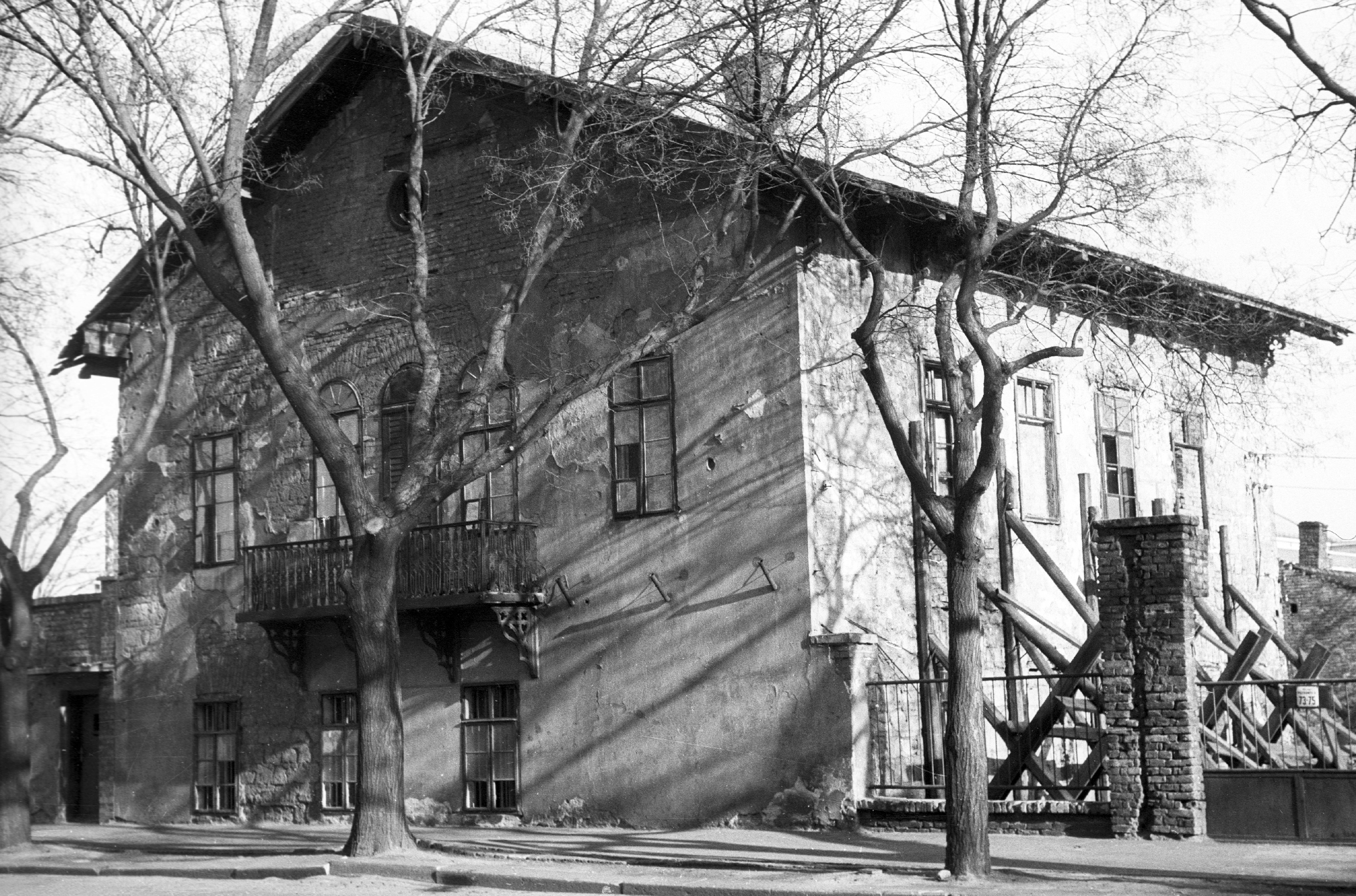
Kolba-villa
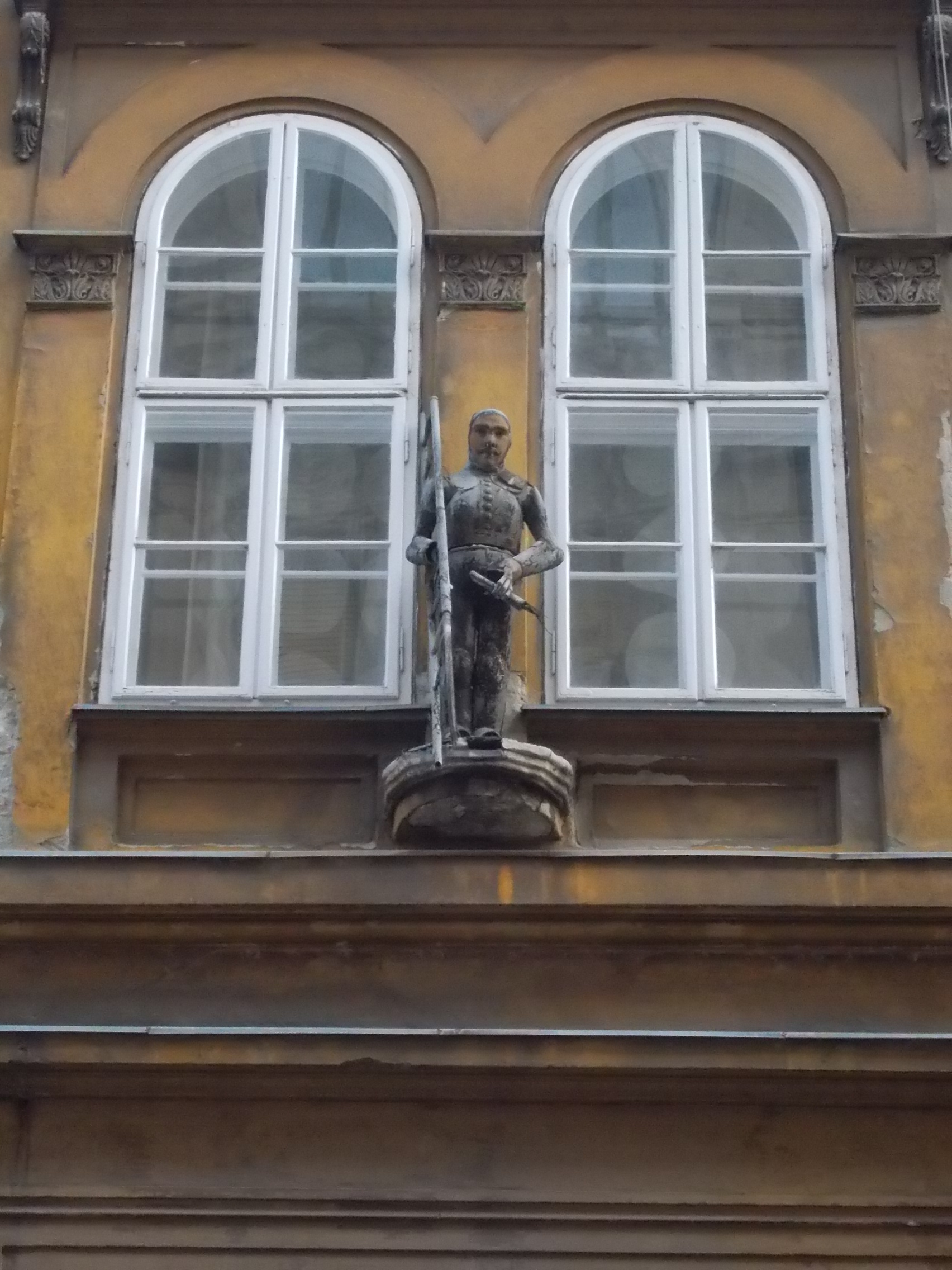
Devecis-ház (részlet)
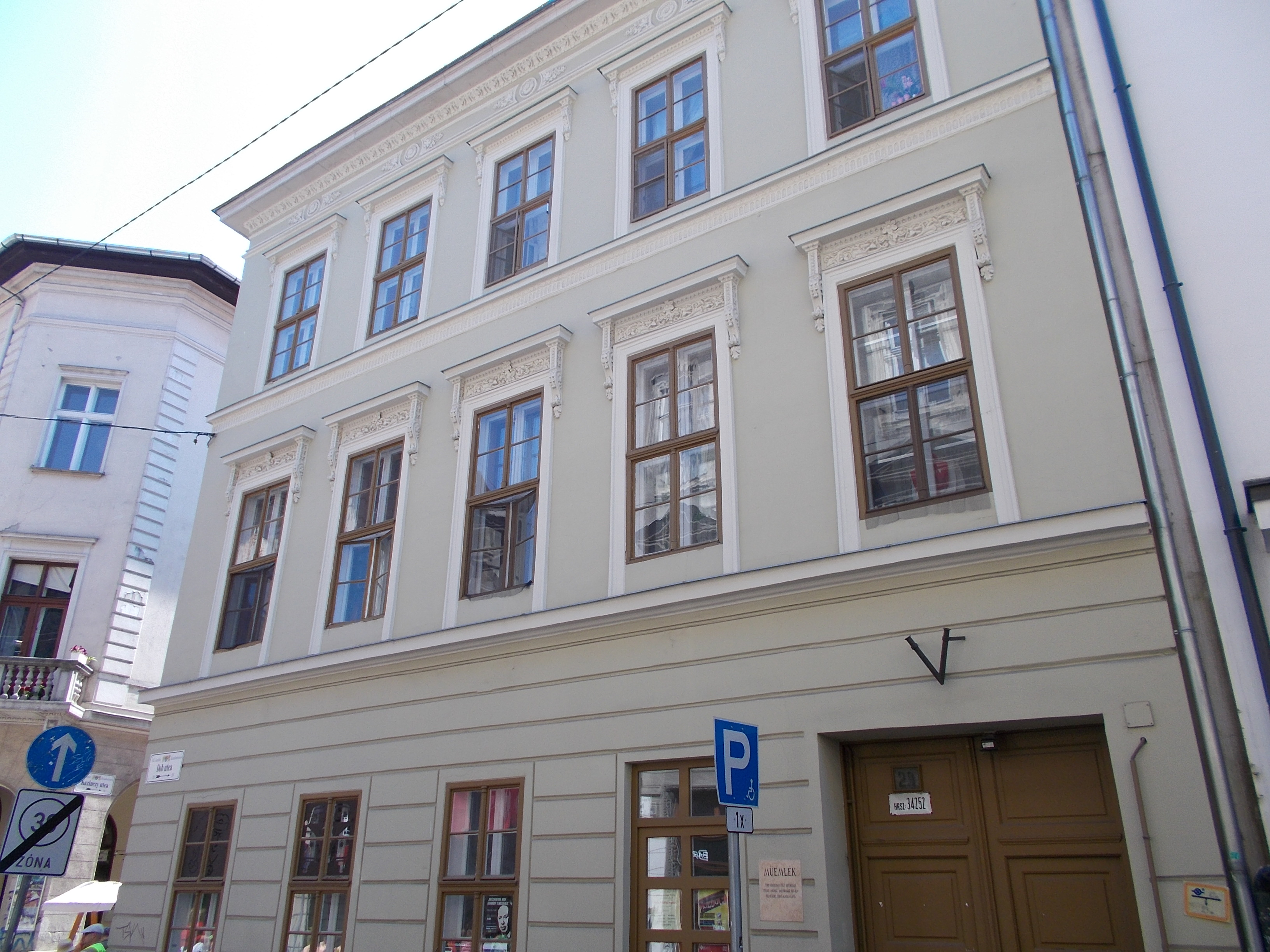
Schaffer-ház
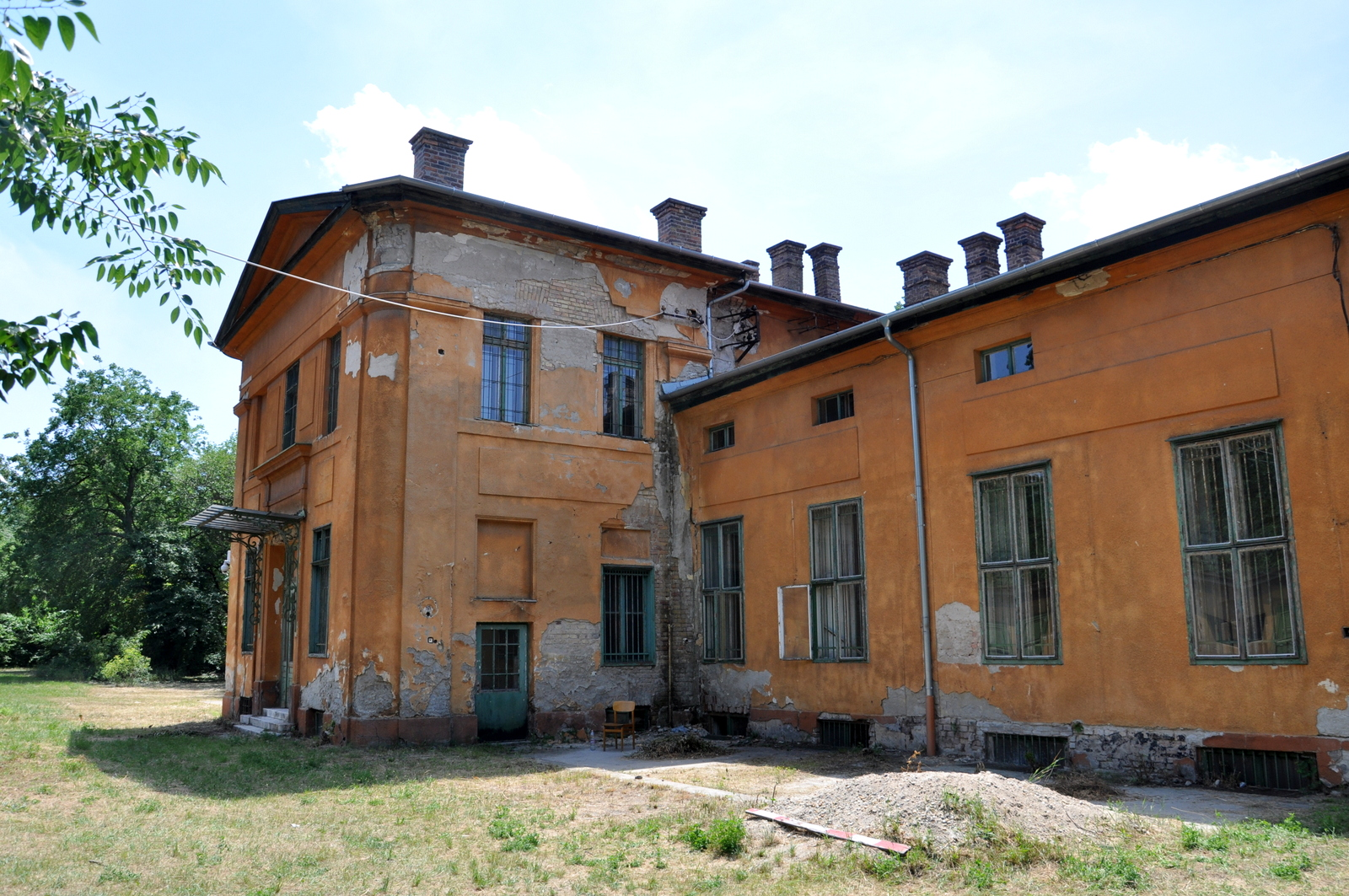
Havas-villa
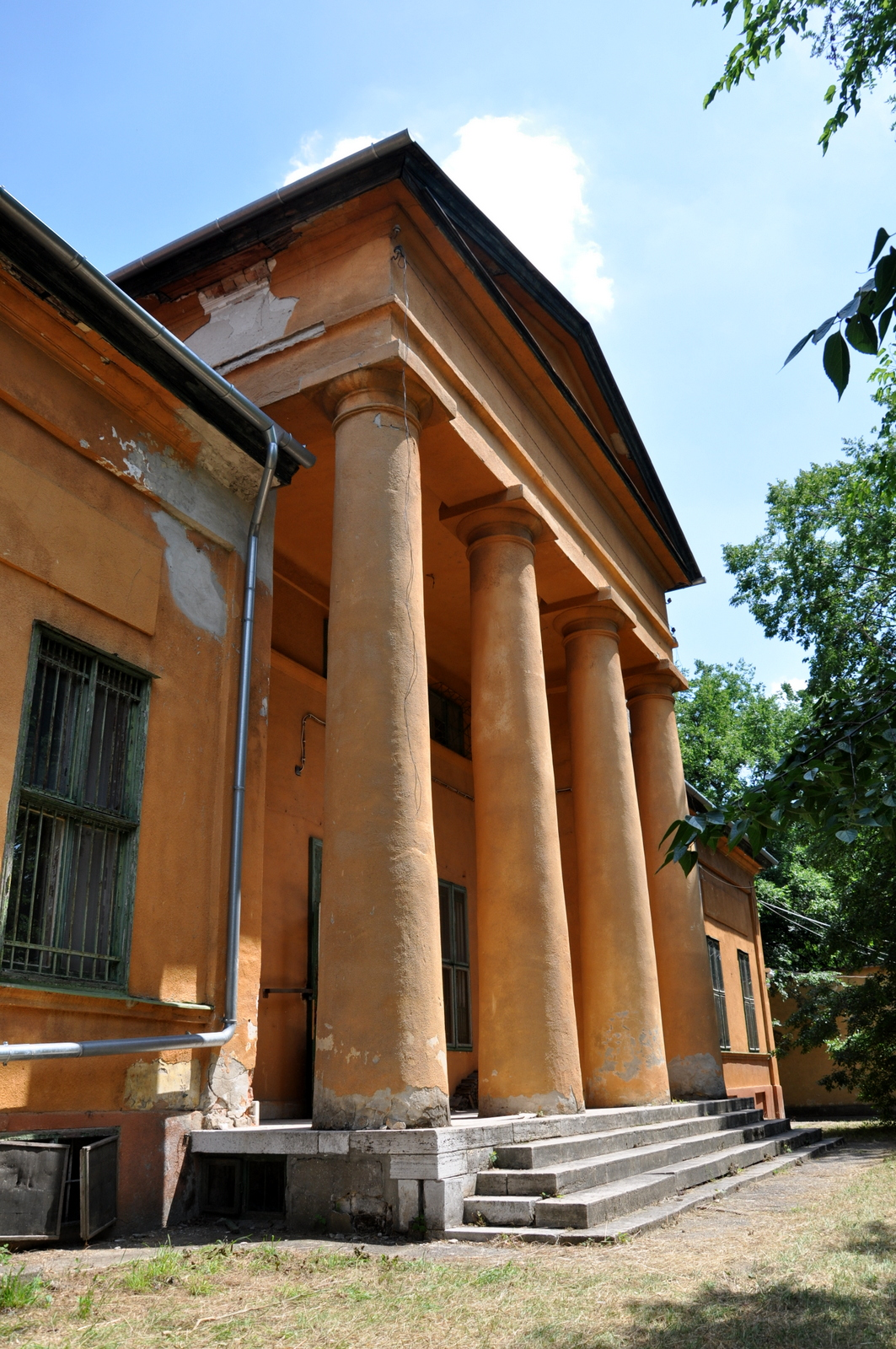
Havas-villa
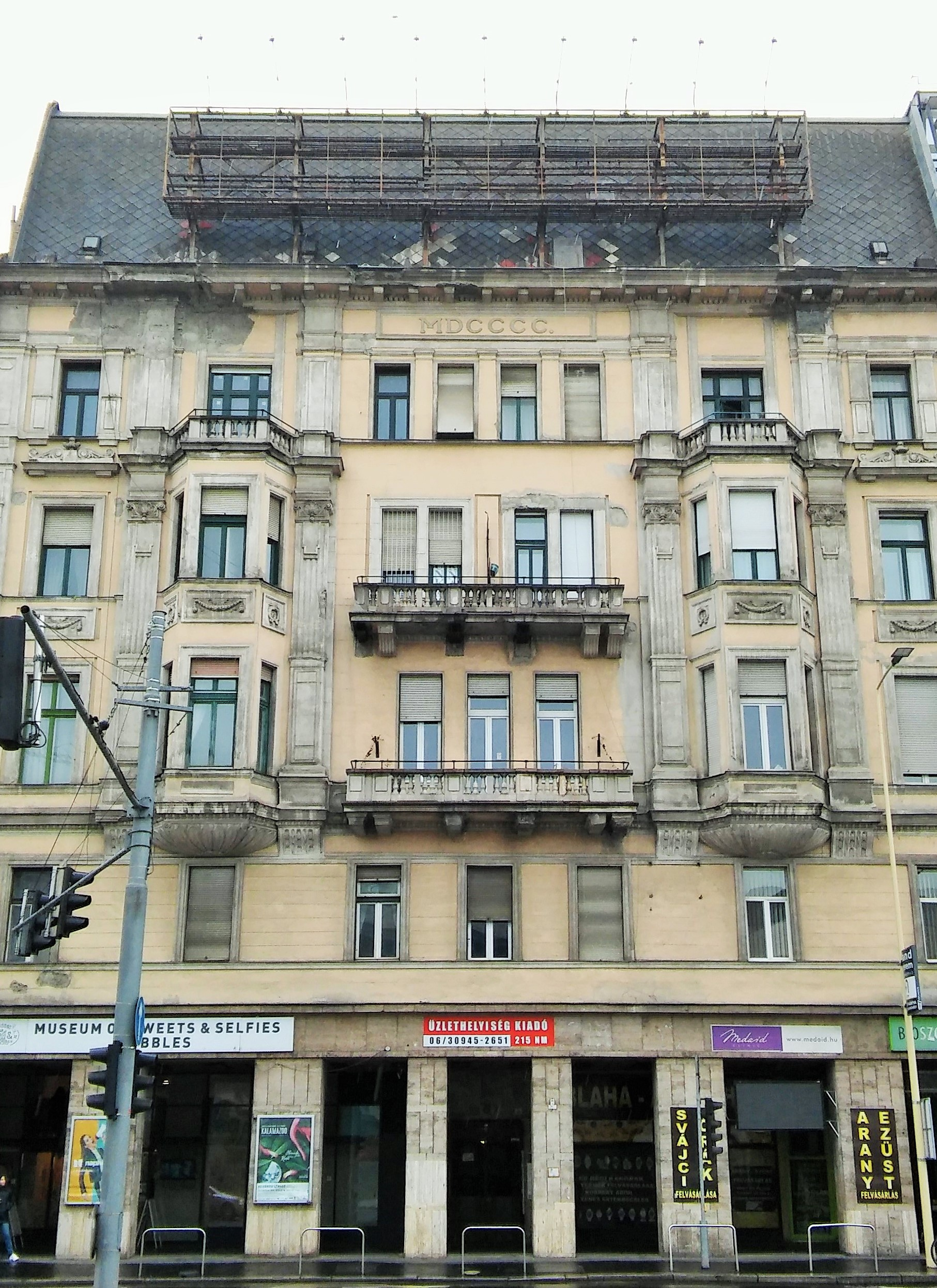
Rémi-bérház
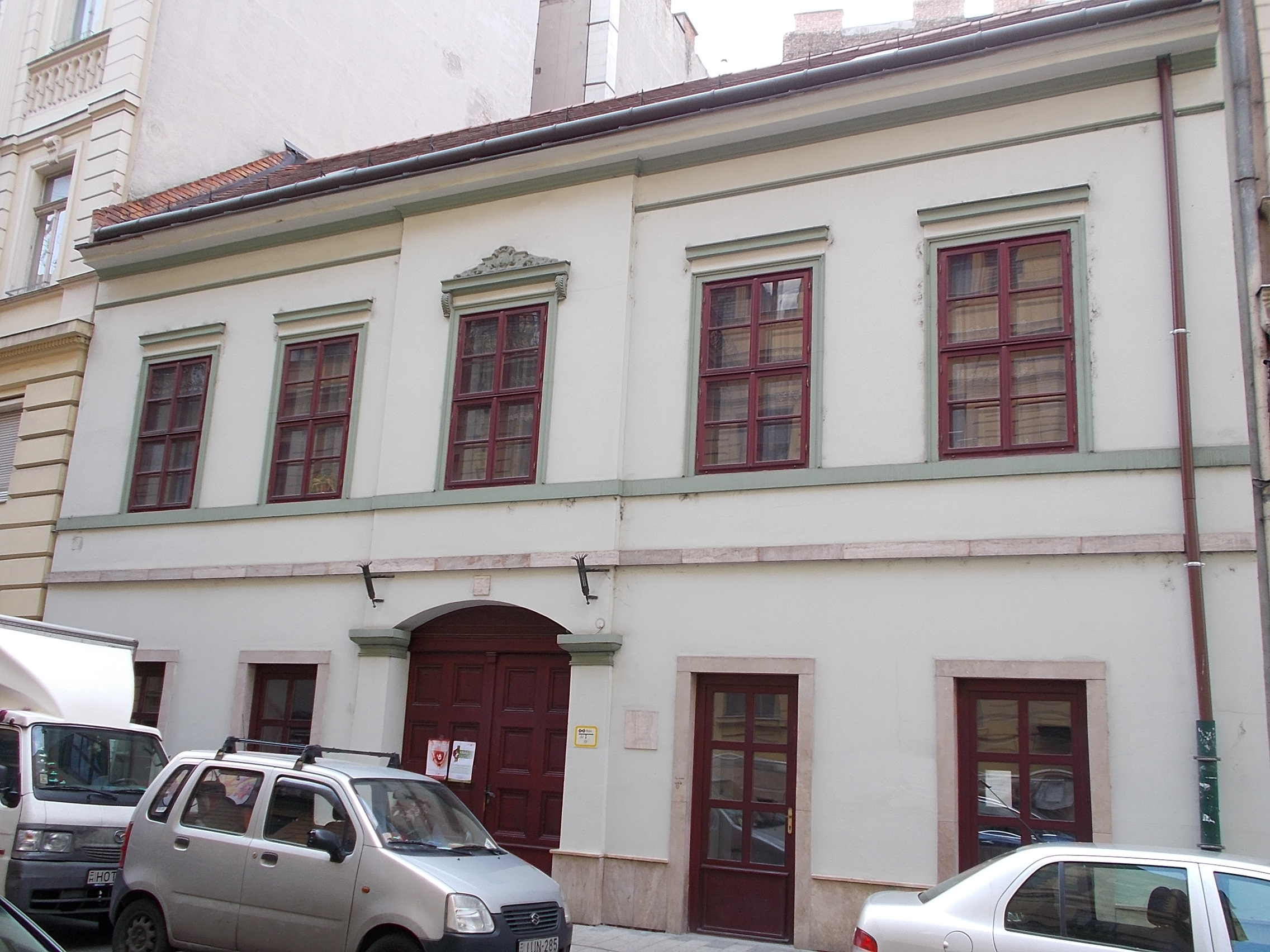
Handles-ház